# Johann Wilhelm Waldschmiedt
Johann Wilhelm Waldschmiedt (auch Johannes Wilhelm Waldschmiedt oder Waldschmidt; * 6. Oktober 1682 in Marburg; † 24. April 1741 ebenda) war ein deutscher Rechtswissenschaftler, Philosoph und Hochschullehrer.

## Leben
Waldenschmiedt war der Sohn des Marburger Medizinprofessors Johann Jakob Waldschmidt. 1697 wurde er an der Universität Marburg immatrikuliert. Er widmete sich dem Studium der Philosophie und dem Studium der Rechtswissenschaft. Anschließend studierte er dieselben Fächer an der Universität Gießen, bevor er an der Marburger Universität 1704 mit der Dissertation De exceptione dominii eiusque efficacia den Grad eines Lic. iur. erwarb. Anschließend ging er auf eine Reise über Bremen und Hamburg nach Kiel. In Kiel lebte er bei seinem Stiefbruder Wilhelm Hulderich Waldschmidt und widmete sich an der Universität Kiel dem Studium des Staatsrechts. Von dort ging er an die Brandenburgische Universität Frankfurt, danach über Berlin an die Universität Halle. Nachdem er noch 1705 nach Marburg zurückgekehrt war, wurde er dort Konsistorial- und Regierungsassessor.
Waldschmiedt erhielt 1708 einen Ruf als ordentlicher Professor der praktischen Philosophie und zugleich als außerordentlicher Professor der Rechte an die Universität Marburg. 1709/1710 wurde er zum Doktor der Rechte promoviert und noch 1710 zum ordentlichen Professor der Rechte unter Beibehaltung seiner ordentlichen Professur der Philosophie befördert, die er bis 1721 behielt und durch Vorlesungen in Ethik, Politik und Naturrecht ausfüllte. Ab 1720 war ihm sein Schwager Johann Tilemann zur Seite gestellt, um ihn von seinen Verpflichtungen an der Philosophischen Fakultät zu entlasten. Als Waldschmiedt 1719 einen Ruf an die Universität Utrecht erhielt, wurde er von Landgraf Karl von Hessen-Kassel durch die Ernennung zum Wirklichen Regierungsrat zum Bleiben bewegt. 1721/1722 berief man ihn an die Universität Frankfurt an der Oder. Durch die Ernennung zum Prokanzler der Universität 1722, verbunden mit einer Gehaltssteigerung, konnte er abermals zum Verbleib in Marburg bewegt werden. Auch das 1728 von Pfalz-Zweibrücken ergangene Angebot einer Stelle am Reichskammergericht, verbunden mit der Aussicht auf Nobilitierung, schlug er aus. Er starb im Amt.
Waldschmiedt leitete 1714 als Rektor die Universität, 1710 und 1715 als Dekan die Philosophische sowie 1729, 1733, 1735 und 1738 als Dekan die Juristische Fakultät der Universität Marburg. Außerdem war er Abgeordneter der Universität bei den Landtagen der Landstände der Landgrafschaft Hessen in Treysa 1722, in Kassel 1724 und 1731 sowie wieder in Treysa 1734 und 1740.
Waldschmiedt wurde am 27. März 1741 durch Kaiser Karl VI. in den Reichsadelsstand erhoben. Er selbst führte den Titel explizit nicht, jedoch sein Sohn Johann Wilhelm von Waldschmiedt. Verheiratet war Waldschmiedt ab 1711 mit Dorothea Eleonore, der Tochter des Marburger Theologieprofessors Philipp Johann Tilemann.

## Werke (Auswahl)
- De exceptione dominii eiusque efficacia, Stock, Marburg 1704.
- De Hominibus Propriis Hassiacis, Von Hessischen Leibeignen, Müller, Marburg 1716.
- Dispvtatio Jvridica De Molendinis Bannariis, Von Zwang-Mühlen, Sched, Leipzig 1721.
- Specimen Singularium Et Antiquorum In Hassia Iurium, De Bonis. Zu Waldrecht, Müller, Marburg 1723.
- De pactis ganerbinatuum, vulgo Burg-Friede dictis, Müller, Marburg 1725.
- De rationibus decidendi, partibus a iudice communicandis, Winckler, Wetzlar 1729.
- De feudis castrensibus, von Burg-Lehen, Marburg 1737.
- De Mvtatione Insignivm Et Sigillorvm S. R. I. Statvvm Libellvs, Langenhem, Leipzig 1746.
- De Probatione Per Diplomataria, Vom Beweiß durch Copialbücher, Commentatio Ivris Pvblici, Langenhem, Leipzig 1753.